# تحالف القادة الأفارقة للملاريا
تحالف القادة الأفارقة للملاريا أو اختصارا (ALMA) هي منظمة حكومية دولية مكرسة لإنهاء الوفيات بسبب الملاريا التي بدأت بالعمل خلال انعقاد المؤتمر ال 64 للجمعية العامة للأمم المتحدة في 23 سبتمبر 2009. تحت قيادة رئيس تنزانيا جاكايا كيكويتي، وتم دعوة كل رؤساء الدول والحكومات الأفريقية إلى الانضمام إلى الشراكة.
والغرض من هذا التحالف هو توفير منتدى لمستوى عالي الجماعي الدعوة لضمان: كفاءة التوريد، وتوزيع الدخل القومي، والاستفادة من تدخلات مكافحة الملاريا؛ وتقاسم أكثر ممارسات مكافحة الملاريا الفعالة؛ وضمان أن الملاريا لا تزال تحتل مكانة عالية على جدول أعمال السياسات العالمية.
جميع أعضاء المنظمة ملتزمون بالوصول إلى أمين عام الأمم المتحدة والهدف من ذلك هو ضمان وصول شامل إلى تدخلات مكافحة الملاريا بحلول نهاية عام 2010، بهدف إنهاء الوفيات التي تسببها الملاريا بحلول عام 2015.